# Discografia de Radiohead
La discografia de Radiohead, banda de rock alternatiu d'Oxfordshire (Anglaterra), està formada per nou àlbums d'estudi, un àlbum en directe, dos àlbums recopilatoris, un àlbum de mescles, nou àlbums de vídeo, sis extended plays, trenta senzills i trenta-nou videoclips. Radiohead està format per Thom Yorke (cantant, guitarra rítmica, piano, electrònica), Jonny Greenwood (guitarra principal), Ed O'Brien (guitarra, veus addicionals), Colin Greenwood (baix, sintetitzador) i Phil Selway (bateria, percussió). Els seus treballs apareixen en diverses llistes de crítics musicals com a exemple d'artistes destacats i influents de la història de la música.
Els primers sis àlbums d'estudi foren publicats mitjançant la discogràfica EMI, amb una xifra que superava els 25 milions de còpies fins al 2007. El setè treball, In Rainbows (2007), fou publicat mitjançant descàrrega digital des del seu propi web oficial i els clients podien escollir el preu a pagar tot i que no era obligatori. Un any després del seu llançament, es van vendre més de tres milions d'unitats del disc.

## Àlbums

### Àlbums d'estudi
| Any  | Nom                | Dades | Posicions en llista | Posicions en llista | Posicions en llista | Posicions en llista | Posicions en llista | Posicions en llista | Posicions en llista | Certificacions                                                                |
| Any  | Nom                | Dades | UK                  | AUS                 | CAN                 | FRA                 | ALE                 | ESP                 | EUA                 | Certificacions                                                                |
| ---- | ------------------ | --- | ------------------- | ------------------- | ------------------- | ------------------- | ------------------- | ------------------- | ------------------- | ----------------------------------------------------------------------------- |
| 1993 | Pablo Honey        | - Publicació: 22 de febrer de 1993 - Discogràfica: EMI - Formats: CD, CS, LP                                                 | 22                  | 86                  | 42                  | 108                 | —                   | —                   | 32                  | - UK: 1x Platí - AUS: 1x Or - CAN: 2x Platí - EUA: 1x Platí                   |
| 1995 | The Bends          | - Publicació: 13 de març de 1995 - Discogràfica: EMI - Formats: CD, CS, LP, MD                                               | 4                   | 23                  | 21                  | —                   | 73                  | —                   | 88                  | - UK: 3x Platí - CAN: 3x Platí - EU: 1x Platí - EUA: 1x Platí                 |
| 1997 | OK Computer        | - Publicació: 16 de juny de 1997 - Discogràfica: EMI - Formats: CD, CS, LP, MD                                               | 1                   | 7                   | 1                   | 3                   | 27                  | 42                  | 21                  | - UK: 3x Platí - AUS: 1x Platí - CAN: 3x Platí - EU: 3x Platí - EUA: 2x Platí |
| 2000 | Kid A              | - Publicació: 2 d'octubre de 2000 - Discogràfica: EMI - Formats: CD, CS, LP                                                  | 1                   | 2                   | 1                   | 1                   | 4                   | —                   | 1                   | - UK: 1x Platí - AUS: 1x Platí - CAN: 1x Platí - EUA: 1x Platí                |
| 2001 | Amnesiac           | - Publicació: 4 de juny de 2001 - Discogràfica: EMI - Formats: CD, CS, LP                                                    | 1                   | 2                   | 1                   | 2                   | 2                   | —                   | 2                   | - UK: 1x Or - AUS: 1x Or - CAN: 1x Platí - EUA: 1x Or                         |
| 2004 | Hail to the Thief  | - Publicació: 17 de juny de 2004 - Discogràfica: EMI - Formats: CD, CS, LP                                                   | 1                   | 2                   | 1                   | 1                   | 3                   | —                   | 3                   | - UK: 1x Platí - AUS: 1x Or - CAN: 1x Platí - EUA: 1x Or                      |
| 2007 | In Rainbows        | - Publicació: 10 d'octubre de 2007 - Discogràfica: Xendless_Xurbia, XL (UK), TBD (EUA) - Formats: CD, LP, descàrrega digital | 1                   | 2                   | 1                   | 2                   | 8                   | 19                  | 1                   | - UK: 1x Or - CAN: 1x Platí - EUA: 1x Or                                      |
| 2011 | The King of Limbs  | - Publicació: 18 de febrer de 2011 - Discogràfica: Ticker Tape - Formats: CD, LP, descàrrega digital                         | 7                   | 2                   | 5                   | 8                   | 13                  | 10                  | 3                   | - UK: 1x Or - CAN: 1x Or                                                      |
| 2016 | A Moon Shaped Pool | - Publicació: 8 de maig de 2016 - Discogràfica: XL - Formats: CD, LP, descàrrega digital                                     | —                   | —                   | —                   | —                   | —                   | —                   | —                   |                                                                               |

### Compilacions
| Any  | Nom                    | Dades                                                                           | Posicions en llista | Posicions en llista | Posicions en llista | Posicions en llista | Posicions en llista | Posicions en llista | Posicions en llista | Certificacions |
| Any  | Nom                    | Dades                                                                           | UK                  | AUS                 | CAN                 | FRA                 | ALE                 | ESP                 | EUA                 | Certificacions |
| ---- | ---------------------- | ------------------------------------------------------------------------------- | ------------------- | ------------------- | ------------------- | ------------------- | ------------------- | ------------------- | ------------------- | -------------- |
| 2007 | Radiohead Box Set      | - Publicació: 2007 - Discogràfica: EMI - Format: CD, LP, CS, Descàrrega digital | −                   | −                   | −                   | 162                 | −                   | −                   | −                   |                |
| 2008 | Radiohead: The Best Of | - Publicació: 2008 - Discogràfica: EMI - Format: CD, LP, CS, Descàrrega digital | 4                   | 10                  | 10                  | −                   | 38                  | 23                  | 26                  | - UK: 1x Or    |

### Vídeos
- Live at the Astoria (VHS: 1995 / DVD: 2005)
- 7 Television Commercials (VHS/DVD: 1998)
- Meeting People Is Easy (VHS/DVD: 1999)
- The Most Gigantic Lying Mouth of All Time (DVD: 2004)
- In Rainbows – From the Basement (Descàrrega digital: 2008)

## Extended Plays
| Any  | Nom                               | Posicions en llista | Posicions en llista | Posicions en llista |
| Any  | Nom                               | UK                  | EUA                 | FRA                 |
| ---- | --------------------------------- | ------------------- | ------------------- | ------------------- |
| 1991 | Manic Hedgehog                    | −                   | −                   | −                   |
| 1992 | Drill                             | 101                 | −                   | −                   |
| 1994 | Itch                              | −                   | −                   | −                   |
| 1994 | My Iron Lung                      | −                   | −                   | −                   |
| 1997 | No Surprises/Running from Demons  | −                   | −                   | −                   |
| 1998 | Airbag / How Am I Driving?        | −                   | 56                  | 159                 |
| 2001 | I Might Be Wrong: Live Recordings | 22                  | 44                  | 14                  |
| 2004 | COM LAG (2plus2isfive)            | 37                  | −                   | 59                  |

### EPs especials
| Any  | Nom                 | Notes         |
| ---- | ------------------- | ------------- |
| 1995 | Live Au Forum       | França        |
| 1995 | Live à l'Astoria    | França        |
| 1995 | Just for College EP | Estats Units  |
| 1996 | The Bends Pinkpop   | Països Baixos |
| 1998 | College Karma EP    | Estats Units  |
| 2001 | Amnesiac College EP | Estats Units  |

## Senzills
| Any  | Cançó                         | Posicions en llista | Posicions en llista | Posicions en llista | Posicions en llista | Posicions en llista | Posicions en llista | Posicions en llista | Àlbum             |
| Any  | Cançó                         | UK                  | AUS                 | CAN                 | FRA                 | ALE                 | EUA                 | EUA Mod.            | Àlbum             |
| ---- | ----------------------------- | ------------------- | ------------------- | ------------------- | ------------------- | ------------------- | ------------------- | ------------------- | ----------------- |
| 1992 | "Creep"                       | 7                   | 6                   | 30                  | 17                  | −                   | 34                  | 2                   | Pablo Honey       |
| 1993 | "Anyone Can Play Guitar"      | 32                  | −                   | −                   | −                   | −                   | −                   | −                   | Pablo Honey       |
| 1993 | "Pop Is Dead"                 | 42                  | −                   | −                   | −                   | −                   | −                   | −                   | —                 |
| 1993 | "Stop Whispering"             | −                   | −                   | −                   | −                   | −                   | −                   | 23                  | Pablo Honey       |
| 1994 | "My Iron Lung"                | 24                  | −                   | 5                   | −                   | −                   | −                   | −                   | The Bends         |
| 1995 | "High and Dry / Planet Telex" | 17                  | −                   | 31                  | −                   | −                   | 78                  | 18                  | The Bends         |
| 1995 | "Fake Plastic Trees"          | 20                  | −                   | −                   | −                   | −                   | −                   | 11                  | The Bends         |
| 1995 | "Just"                        | 19                  | −                   | −                   | −                   | −                   | −                   | 37                  | The Bends         |
| 1996 | "Street Spirit (Fade Out)"    | 5                   | −                   | 59                  | −                   | −                   | −                   | −                   | The Bends         |
| 1997 | "Paranoid Android"            | 3                   | 29                  | −                   | −                   | −                   | −                   | −                   | OK Computer       |
| 1997 | "Karma Police"                | 8                   | −                   | −                   | −                   | −                   | −                   | 14                  | OK Computer       |
| 1998 | "No Surprises"                | 4                   | 47                  | −                   | −                   | −                   | −                   | −                   | OK Computer       |
| 2001 | "Pyramid Song"                | 5                   | 25                  | 2                   | 19                  | 98                  | −                   | −                   | Amnesiac          |
| 2001 | "Knives Out"                  | 13                  | −                   | 1                   | 46                  | −                   | −                   | −                   | Amnesiac          |
| 2003 | "There There"                 | 4                   | 28                  | 1                   | 54                  | 67                  | −                   | 14                  | Hail to the Thief |
| 2003 | "Go to Sleep"                 | 12                  | 39                  | 2                   | 87                  | 82                  | −                   | 32                  | Hail to the Thief |
| 2003 | "2+2=5"                       | 15                  | 54                  | 2                   | 64                  | −                   | −                   | −                   | Hail to the Thief |
| 2008 | "Jigsaw Falling Into Place"   | 30                  | −                   | −                   | 55                  | −                   | −                   | −                   | In Rainbows       |
| 2008 | "Nude"                        | 21                  | −                   | 8                   | 76                  | −                   | 37                  | −                   | In Rainbows       |
| 2008 | "Reckoner"                    | 74                  | −                   | −                   | −                   | −                   | 121                 | −                   | In Rainbows       |
| 2009 | "Harry Patch (In Memory Of)"  | −                   | −                   | −                   | −                   | −                   | −                   | −                   | —                 |
| 2009 | "These Are My Twisted Words"  | −                   | −                   | −                   | −                   | −                   | −                   | −                   | —                 |

### Altres cançons
| Any  | Cançó                            | Posicions en llista | Posicions en llista | Posicions en llista | Àlbum       |
| Any  | Cançó                            | UK                  | IRL                 | EUA Mod.            | Àlbum       |
| ---- | -------------------------------- | ------------------- | ------------------- | ------------------- | ----------- |
| 1995 | " Lucky"                         | 51                  | −                   | −                   | OK Computer |
| 1996 | "The Bends"                      | −                   | 26                  | −                   | The Bends   |
| 1997 | "Let Down"                       | −                   | −                   | 29                  | OK Computer |
| 2000 | "Optimistic"                     | −                   | −                   | 10                  | Kid A       |
| 2001 | "I Might Be Wrong"               | −                   | −                   | 27                  | Amnesiac    |
| 2007 | "House of Cards"/"Bodysnatchers" | −                   | −                   | 8                   | In Rainbows |

## Videoclips
| Any  | Cançó                                                                        | Director                       |
| ---- | ---------------------------------------------------------------------------- | ------------------------------ |
| 1992 | "Creep"                                                                      | Brett Turnbull                 |
| 1993 | "Anyone Can Play Guitar"                                                     | Dwight Clarke                  |
| 1993 | "Pop Is Dead"                                                                | Dwight Clarke                  |
| 1993 | "Creep"1 (MTV Beach House)                                                   | Corrine Day                    |
| 1993 | "Stop Whispering"                                                            | Jeff Plansker                  |
| 1994 | "My Iron Lung" (Passatge de Live at the Astoria)                             | Brett Turnbull                 |
| 1995 | "High and Dry" (Versió UK)                                                   | David Mould                    |
| 1995 | "Fake Plastic Trees"                                                         | Jake Scott                     |
| 1995 | "Just"                                                                       | Jamie Thraves                  |
| 1995 | "Lucky" (Promoció War Child)                                                 |                                |
| 1996 | "High and Dry" (Versió EUA)                                                  | Paul Cunningham                |
| 1996 | "Street Spirit (Fade Out)"                                                   | Jonathan Glazer                |
| 1997 | "Paranoid Android"                                                           | Magnus Carlsson                |
| 1997 | "Let Down"2 (No publicat)                                                    | Simon Hilton                   |
| 1997 | "Fitter, Happier"2 (No publicat)                                             |                                |
| 1997 | "Karma Police"                                                               | Jonathan Glazer                |
| 1998 | "No Surprises"                                                               | Grant Gee                      |
| 1999 | "Palo Alto" (Passatge de Meeting People Is Easy)                             | Grant Gee                      |
| 2000 | Kid A (curts)                                                                | Chris Bran, Shynola i Stanley  |
| 2000 | "Idioteque" (Animació)                                                       | Chris Bran                     |
| 2000 | "Idioteque" (Directe a l'estudi)                                             | Grant Gee                      |
| 2001 | "Motion Picture Soundtrack" (Passatge de Kid A blips)                        | Stanley Donwood i Shynola      |
| 2001 | "Pyramid Song"                                                               | Shynola                        |
| 2001 | "Knives Out"                                                                 | Michel Gondry                  |
| 2001 | "I Might Be Wrong" (Només internet)                                          | Chris Bran                     |
| 2001 | "I Might Be Wrong"                                                           | Sophie Muller                  |
| 2001 | "How To Disappear Completely" (Directe)                                      |                                |
| 2002 | "Pulk/Pull Revolving Doors and Like Spinning Plates"                         | Johnny Hardstaff               |
| 2003 | "There There"                                                                | Chris Hopewell                 |
| 2003 | "Go to Sleep"                                                                | Alex Rutterford                |
| 2003 | "Sit Down, Stand Up" (Passatge de The Most Gigantic Lying Mouth of All Time) | Ed Holdsworth                  |
| 2003 | "2 + 2 = 5" (Directe)                                                        | Fabien Raymond                 |
| 2007 | "Jigsaw Falling into Place" (Passatge del webcast Thumbs Down)               | Adam Buxton i Garth Jennings   |
| 2008 | "Nude" (Passatge del webcast Scotch Mist)                                    | Adam Buxton i Garth Jennings   |
| 2008 | "All I Need"3                                                                | John Seale i Steve Rogers      |
| 2008 | "House of Cards"                                                             | James Frost                    |
| 2008 | "Reckoner"                                                                   | Clement Picon                  |
| 2008 | "Weird Fishes"                                                               | Tobias Stretch                 |
| 2008 | "Videotape"                                                                  | Wolfgang Jaiser i Claus Winter |
| 2008 | "15 Step"                                                                    | Kota Totori                    |

- Nota 1:  La versió MTV Beach House de "Creep" només es va veure pel canal MTV als Estats Units en lloc del videoclip promocional normal.
- Nota 2:  Els vídeos foren completats però mai van ser llançats.
- Nota 3:  "All I Need" fou utilitzat per promocionar la campanya asiàtica contra el tràfic de persones.